# Verrucaria rejecta
Verrucaria rejecta är en lavart som beskrevs av Theodor 'Thore' Magnus Fries. Verrucaria rejecta ingår i släktet Verrucaria, och familjen Verrucariaceae. Arten är reproducerande i Sverige.